# Casa Jiménez
La Casa Jiménez és un edifici del municipi de Figueres (Alt Empordà) que forma part de l'Inventari del Patrimoni Arquitectònic de Catalunya.

## Descripció
Edifici situat a davant de la Plaça de la Palmera. És una casa de planta baixa, tres pisos i terrat, ubicada entre mitgeres. La façana és de composició asimètrica que emfasitza la verticalitat de les tres obertures en què està dividida. A la planta baixa hi ha una portalada d'arc de mig punt i decoració floral per accedir a l'escala de pisos, i dues obertures allindanades pel local comercial (Teixits Gallego). Els baixos han estat bastant modificats. En el primer pis, trobem una tribuna central amb vidre i decoració escultòrica de tipus floral, i dos balcons laterals. En el segon pis tres arcs de mig punt emmarquen tres balcons (el central en l'eix de la tribuna del pis de sota). La façana està coronada per cornisa, terrassa amb frontó tripartit (efecte ondulat, típicament modernista). La façana està arrebossada i hi ha baranes de ferro forjat als balcons. És probable que fos contemporània a la remodelació de la plaça de la Palmera -antiga Calvo Sotelo- 1916.